# Schwimmweltmeisterschaften 1991
| Medaillenspiegel Endstand nach 45 Entscheidungen | Medaillenspiegel Endstand nach 45 Entscheidungen | Medaillenspiegel Endstand nach 45 Entscheidungen | Medaillenspiegel Endstand nach 45 Entscheidungen | Medaillenspiegel Endstand nach 45 Entscheidungen | Medaillenspiegel Endstand nach 45 Entscheidungen |
| Pl.                                              | Land                                             | G                                                | S                                                | B                                                | Gesamt                                           |
| ------------------------------------------------ | ------------------------------------------------ | ------------------------------------------------ | ------------------------------------------------ | ------------------------------------------------ | ------------------------------------------------ |
| 1                                                | USA                                              | 17                                               | 11                                               | 6                                                | 34                                               |
| 2                                                | VR China                                         | 8                                                | 3                                                | 2                                                | 13                                               |
| 3                                                | Ungarn                                           | 5                                                | 2                                                | 2                                                | 9                                                |
| 4                                                | Deutschland                                      | 4                                                | 9                                                | 9                                                | 22                                               |
| 5                                                | Australien                                       | 3                                                | 5                                                | 2                                                | 10                                               |
| 6                                                | Niederlande                                      | 2                                                | 1                                                | 1                                                | 4                                                |
| 7                                                | Sowjetunion                                      | 1                                                | 3                                                | 6                                                | 10                                               |
| 8                                                | Kanada                                           | 1                                                | 3                                                | 1                                                | 5                                                |
| 9                                                | Italien                                          | 1                                                | 2                                                | 4                                                | 7                                                |
| 10                                               | Spanien                                          | 1                                                | 1                                                | 1                                                | 3                                                |
| 11                                               | Suriname                                         | 1                                                | –                                                | –                                                | 1                                                |
| 11                                               | Jugoslawien                                      | 1                                                | –                                                | –                                                | 1                                                |
| 13                                               | Japan                                            | –                                                | 2                                                | 3                                                | 5                                                |
| 14                                               | Frankreich                                       | –                                                | 2                                                | 1                                                | 3                                                |
| 15                                               | Großbritannien                                   | –                                                | 1                                                | 1                                                | 2                                                |
| 16                                               | Schweden                                         | –                                                | 1                                                | –                                                | 1                                                |
| 17                                               | Dänemark                                         | –                                                | 1                                                | –                                                | 1                                                |
| 17                                               | Polen                                            | –                                                | 1                                                | –                                                | 1                                                |
| 19                                               | Tschechoslowakei                                 | –                                                | –                                                | 1                                                | 1                                                |
| Gesamt                                           | Gesamt                                           | 45                                               | 46                                               | 44                                               | 135                                              |

Die 6. Schwimmweltmeisterschaften fanden vom 3. bis 13. Januar 1991 in Perth statt und wurden vom Weltschwimmverband, der FINA veranstaltet. 1142 Sportler aus insgesamt 60 Nationen nahmen an den Wettkämpfen teil.

## Zeichenerklärung
- WR – Weltrekord

## Schwimmen Männer

### Freistil

#### 50 m Freistil
| Platz | Land        | Athlet          | Zeit     |
| ----- | ----------- | --------------- | -------- |
| 1     | USA         | Tom Jager       | 00:22,16 |
| 2     | USA         | Matt Biondi     | 00:22,26 |
| 3     | Sowjetunion | Gennadi Prigoda | 00:22,62 |

#### 100 m Freistil
| Platz | Land     | Athlet           | Zeit     |
| ----- | -------- | ---------------- | -------- |
| 1     | USA      | Matt Biondi      | 00:49,18 |
| 2     | Schweden | Tommy Werner     | 00:49,63 |
| 3     | Italien  | Giorgio Lamberti | 00:49,82 |

#### 200 m Freistil
| Platz | Land        | Athlet           | Zeit     |
| ----- | ----------- | ---------------- | -------- |
| 1     | Italien     | Giorgio Lamberti | 01:47,27 |
| 2     | Deutschland | Steffen Zesner   | 01:48,28 |
| 3     | Polen       | Artur Wojdat     | 01:48,70 |

#### 400 m Freistil
| Platz | Land        | Athlet          | Zeit     |
| ----- | ----------- | --------------- | -------- |
| 1     | Deutschland | Jörg Hoffmann   | 03:48,04 |
| 2     | Deutschland | Stefan Pfeiffer | 03:48,86 |
| 3     | Polen       | Artur Wojdat    | 03:49,67 |

#### 1500 m Freistil
| Platz | Land        | Athlet          | Zeit     |
| ----- | ----------- | --------------- | -------- |
| 1     | Deutschland | Jörg Hoffmann   | 14:50,36 |
| 2     | Australien  | Kieren Perkins  | 14:50,58 |
| 3     | Deutschland | Stefan Pfeiffer | 14:59,34 |

### Schmetterling

#### 100 m Schmetterling
| Platz | Land        | Athlet            | Zeit     |
| ----- | ----------- | ----------------- | -------- |
| 1     | Suriname    | Anthony Nesty     | 00:53,29 |
| 2     | Deutschland | Michael Groß      | 00:53,31 |
| 3     | Sowjetunion | Wladislaw Kulikow | 00:53,74 |

#### 200 m Schmetterling
| Platz | Land        | Athlet         | Zeit        |
| ----- | ----------- | -------------- | ----------- |
| 1     | USA         | Melvin Stewart | 01:55,69 WR |
| 2     | Deutschland | Michael Groß   | 01:56,78    |
| 3     | Ungarn      | Tamás Darnyi   | 01:58,25    |

### Rücken

#### 100 m Rücken
| Platz | Land    | Athlet              | Zeit     |
| ----- | ------- | ------------------- | -------- |
| 1     | USA     | Jeff Rouse          | 00:55,23 |
| 2     | Kanada  | Mark Tewksbury      | 00:55,29 |
| 3     | Spanien | Martín López-Zubero | 00:55,61 |

#### 200 m Rücken
| Platz | Land        | Athlet              | Zeit     |
| ----- | ----------- | ------------------- | -------- |
| 1     | Spanien     | Martín López-Zubero | 01:59,52 |
| 2     | Italien     | Stefano Battistelli | 01:59,98 |
| 3     | Sowjetunion | Wladimir Selkow     | 02:00,33 |

### Brust

#### 100 m Brust
| Platz | Land            | Athlet           | Zeit        |
| ----- | --------------- | ---------------- | ----------- |
| 1     | Ungarn          | Norbert Rózsa    | 01:01,45 WR |
| 2     | Verein. Königr. | Adrian Moorhouse | 01:01,58    |
| 3     | Italien         | Gianni Minervini | 01:01,74    |

#### 200 m Brust
| Platz | Land            | Athlet          | Zeit        |
| ----- | --------------- | --------------- | ----------- |
| 1     | USA             | Mike Barrowman  | 02:11,23 WR |
| 2     | Ungarn          | Norbert Rózsa   | 02:12,03    |
| 3     | Verein. Königr. | Nick Gillingham | 02:13,12    |

### Lagen

#### 200 m Lagen
| Platz | Land        | Athlet           | Zeit        |
| ----- | ----------- | ---------------- | ----------- |
| 1     | Ungarn      | Tamás Darnyi     | 01:59,36 WR |
| 2     | USA         | Eric Namesnik    | 02:01,87    |
| 3     | Deutschland | Christian Geßner | 02:02,36    |

#### 400 m Lagen
| Platz | Land    | Athlet              | Zeit        |
| ----- | ------- | ------------------- | ----------- |
| 1     | Ungarn  | Tamás Darnyi        | 04:12,36 WR |
| 2     | USA     | Eric Namesnik       | 04:15,21    |
| 3     | Italien | Stefano Battistelli | 04:16,50    |

### Staffel

#### Staffel 4 × 100 m Freistil
| Platz | Land        | Athleten                                                                            | Zeit     |
| ----- | ----------- | ----------------------------------------------------------------------------------- | -------- |
| 1     | USA         | - Tom Jager - Brent Lang - Doug Gjertsen - Matt Biondi                              | 03:17,15 |
| 2     | Deutschland | - Peter Sitt - Dirk Richter - Steffen Zesner - Bengt Zikarsky                       | 03:18,88 |
| 3     | Sowjetunion | - Gennadi Prigoda - Juri Baschkatow - Weniamin Tajanowitsch - Wolodymyr Tkatschenko | 03:18,97 |

#### Staffel 4 × 200 m Freistil
| Platz | Land        | Athleten                                                                   | Zeit     |
| ----- | ----------- | -------------------------------------------------------------------------- | -------- |
| 1     | Deutschland | - Peter Sitt - Steffen Zesner - Stefan Pfeiffer - Michael Groß             | 07:13,50 |
| 2     | USA         | - Troy Dalbey - Melvin Stewart - Daniel Jorgensen - Doug Gjertsen          | 07:14,87 |
| 3     | Italien     | - Emanuele Idini - Roberto Gleria - Stefano Battistelli - Giorgio Lamberti | 07:17,18 |

#### Staffel 4 × 100 m Lagen
| Platz | Land        | Athleten                                                                         | Zeit     |
| ----- | ----------- | -------------------------------------------------------------------------------- | -------- |
| 1     | USA         | - Jeff Rouse - Eric Wunderlich - Mark Henderson - Matt Biondi                    | 03:39,66 |
| 2     | Sowjetunion | - Wladimir Schemetow - Dmitri Wolkow - Wladislaw Kulikow - Weniamin Tajanowitsch | 03:40,41 |
| 3     | Deutschland | - Frank Hoffmeister - Christian Poswiat - Michael Groß - Dirk Richter            | 03:42,13 |

### Freiwasserschwimmen

#### 25 Kilometer
| Platz | Land       | Athlet             | Zeit        |
| ----- | ---------- | ------------------ | ----------- |
| 1     | USA        | Chad Hundeby       | 05:01:45,78 |
| 2     | Italien    | Sergio Chariandini | 05:03:18,81 |
| 3     | Australien | David O’Brien      | 05:08:53,35 |

## Schwimmen Frauen

### Freistil

#### 50 m Freistil
| Platz | Land                | Athlet                           | Zeit     |
| ----- | ------------------- | -------------------------------- | -------- |
| 1     | Volksrepublik China | Zhuang Yong                      | 00:25,47 |
| 2     | USA Frankreich      | Leigh Fetter Catherine Plewinski | 00:25,50 |

#### 100 m Freistil
| Platz | Land                | Athlet              | Zeit     |
| ----- | ------------------- | ------------------- | -------- |
| 1     | USA                 | Nicole Haislett     | 00:55,17 |
| 2     | Frankreich          | Catherine Plewinski | 00:55,31 |
| 3     | Volksrepublik China | Zhuang Yong         | 00:55,65 |

#### 200 m Freistil
| Platz | Land       | Athlet         | Zeit     |
| ----- | ---------- | -------------- | -------- |
| 1     | Australien | Hayley Lewis   | 02:00,48 |
| 2     | USA        | Janet Evans    | 02:00,67 |
| 3     | Dänemark   | Mette Jacobsen | 02:00,93 |

#### 400 m Freistil
| Platz | Land       | Athlet       | Zeit     |
| ----- | ---------- | ------------ | -------- |
| 1     | USA        | Janet Evans  | 04:08,63 |
| 2     | Australien | Hayley Lewis | 04:09,40 |
| 3     | Japan      | Suzu Chiba   | 04:11,44 |

#### 800 m Freistil
| Platz | Land        | Athlet      | Zeit     |
| ----- | ----------- | ----------- | -------- |
| 1     | USA         | Janet Evans | 08:24,05 |
| 2     | Deutschland | Grit Müller | 08:30,20 |
| 3     | Deutschland | Jana Henke  | 08:30,31 |

### Schmetterling

#### 100 m Schmetterling
| Platz | Land                | Athlet              | Zeit     |
| ----- | ------------------- | ------------------- | -------- |
| 1     | Volksrepublik China | Qian Hong           | 00:59,68 |
| 2     | Volksrepublik China | Wang Xiaohong       | 00:59,81 |
| 3     | Frankreich          | Catherine Plewinski | 00:59,88 |

#### 200 m Schmetterling
| Platz | Land       | Athlet         | Zeit     |
| ----- | ---------- | -------------- | -------- |
| 1     | USA        | Summer Sanders | 02:09,24 |
| 2     | Japan      | Rie Shuto      | 02:11,06 |
| 3     | Australien | Hayley Lewis   | 02:11,09 |

### Rücken

#### 100 m Rücken
| Platz | Land   | Athlet              | Zeit     |
| ----- | ------ | ------------------- | -------- |
| 1     | Ungarn | Krisztina Egerszegi | 01:01,78 |
| 2     | Ungarn | Tünde Szabó         | 01:01,98 |
| 3     | USA    | Janie Wagstaff      | 01:02,17 |

#### 200 m Rücken
| Platz | Land        | Athlet              | Zeit     |
| ----- | ----------- | ------------------- | -------- |
| 1     | Ungarn      | Krisztina Egerszegi | 02:09,15 |
| 2     | Deutschland | Dagmar Hase         | 02:12,01 |
| 3     | USA         | Janie Wagstaff      | 02:13,14 |

### Brust

#### 100 m Brust
| Platz | Land        | Athlet         | Zeit     |
| ----- | ----------- | -------------- | -------- |
| 1     | Australien  | Linley Frame   | 01:08,81 |
| 2     | Deutschland | Jana Dörries   | 01:09,35 |
| 3     | Sowjetunion | Jelena Wolkowa | 01:09,66 |

#### 200 m Brust
| Platz | Land        | Athlet         | Zeit     |
| ----- | ----------- | -------------- | -------- |
| 1     | Sowjetunion | Jelena Wolkowa | 02:29,53 |
| 2     | Australien  | Linley Frame   | 02:30,02 |
| 3     | Deutschland | Jana Dörries   | 02:30,14 |

### Lagen

#### 200 m Lagen
| Platz | Land                | Athlet         | Zeit     |
| ----- | ------------------- | -------------- | -------- |
| 1     | Volksrepublik China | Lin Li         | 02:13,40 |
| 2     | USA                 | Summer Sanders | 02:14,06 |
| 3     | Deutschland         | Daniela Hunger | 02:16,16 |

#### 400 m Lagen
| Platz | Land                | Athlet         | Zeit     |
| ----- | ------------------- | -------------- | -------- |
| 1     | Volksrepublik China | Lin Li         | 04:41,45 |
| 2     | Australien          | Hayley Lewis   | 04:41,46 |
| 3     | USA                 | Summer Sanders | 04:43,41 |

### Staffel

#### Staffel 4 × 100 m Freistil
| Platz | Land        | Athleten                                                              | Zeit     |
| ----- | ----------- | --------------------------------------------------------------------- | -------- |
| 1     | USA         | - Nicole Haislett - Julie Cooper - Whitney Hedgepeth - Jenny Thompson | 03:43,26 |
| 2     | Deutschland | - Simone Osygus - Kerstin Kielgaß - Karin Seick - Manuela Stellmach   | 03:44,37 |
| 3     | Niederlande | - Marianne Muis - Inge de Bruijn - Mildred Muis - Karin Brienesse     | 03:45,05 |

#### Staffel 4 × 200 m Freistil
| Platz | Land        | Athleten                                                               | Zeit     |
| ----- | ----------- | ---------------------------------------------------------------------- | -------- |
| 1     | Deutschland | - Kerstin Kielgaß - Manuela Stellmach - Dagmar Hase - Stephanie Ortwig | 08:02,56 |
| 2     | Niederlande | - Marianne Muis - Manon Masseurs - Mildred Muis - Karin Brienesse      | 08:05,97 |
| 3     | Dänemark    | - Gitta Jensen - Berit Puggaard - Annette Poulsen - Mette Jacobsen     | 08:07,20 |

#### Staffel 4 × 100 m Lagen
| Platz | Land        | Athleten                                                                       | Zeit     |
| ----- | ----------- | ------------------------------------------------------------------------------ | -------- |
| 1     | USA         | - Janie Wagstaff - Tracey McFarlane - Crissy Ahmann-Leighton - Nicole Haislett | 04:06,51 |
| 2     | Australien  | - Nicole Livingstone - Linley Frame - Susan O’Neill - Karen van Wirdum         | 04:08,04 |
| 3     | Deutschland | - Svenja Schlicht - Jana Dörries - Susanne Müller - Manuela Stellmach          | 04:10,50 |

### Freiwasserschwimmen

#### 25 Kilometer
| Platz | Land       | Athlet               | Zeit        |
| ----- | ---------- | -------------------- | ----------- |
| 1     | Australien | Shelley Taylor-Smith | 05:21:05,53 |
| 2     | USA        | Martha Jahn          | 05:25:16,67 |
| 3     | USA        | Karen Burton         | 05:28:22,74 |

## Synchronschwimmen

### Solo
| Platz | Land | Athletin         |
| ----- | ---- | ---------------- |
| 1     | CAN  | Sylvie Fréchette |
| 2     | USA  | Kristen Babb     |
| 3     | JPN  | Mikako Kotani    |

### Duett
| Platz | Land | Athletinnen                     |
| ----- | ---- | ------------------------------- |
| 1     | USA  | Karen Josephson Sarah Josephson |
| 2     | JPN  | Mikako Kotani Aki Takayama      |
| 3     | CAN  | Kathy Glen Lisa Alexander       |

### Team
| Platz | Land | Athletinnen |
| ----- | ---- | --- |
| 1     | USA  | Kristen Babb Karen Josephson Michelle Svitenko Nathalie Schneyder Becky Dyroen Sarah Josephson Jill Savery Heather Simmons-Carrasco |
| 2     | CAN  | Lisa Alexander Karen Clark Charlene Davies Karen Fonteyne Kathy Glen Heather Johnston Christine Larsen Cari Read                    |
| 3     | JPN  | Hisako Aoishi Mina Enkaku Kiyoko Ishibashi Ikuko Kato Fumiko Okuno Aki Takayama Yumi Wakabayashi Chiaki Yamamura                    |

## Wasserspringen Männer

### 1-Meter-Brett
| Platz | Land                | Athlet          | Punkte |
| ----- | ------------------- | --------------- | ------ |
| 1     | Niederlande         | Edwin Jongejans | 588,51 |
| 2     | Vereinigte Staaten  | Mark Lenzi      | 578,22 |
| 3     | Volksrepublik China | Wang Yijie      | 577,86 |

### 3-Meter-Brett
| Platz | Land                | Athlet        | Punkte |
| ----- | ------------------- | ------------- | ------ |
| 1     | Vereinigte Staaten  | Kent Ferguson | 650,25 |
| 2     | Volksrepublik China | Tan Liangde   | 643,95 |
| 3     | Deutschland         | Albin Killat  | 619,77 |

### 10-Meter-Plattform
| Platz | Land                | Athlet            | Punkte |
| ----- | ------------------- | ----------------- | ------ |
| 1     | Volksrepublik China | Sun Shuwei        | 626,79 |
| 2     | Volksrepublik China | Xiong Ni          | 603,81 |
| 3     | Sowjetunion         | Georgi Chogovadze | 580,68 |

## Wasserspringen Frauen

### 1-Meter-Brett
| Platz | Land                | Athlet             | Punkte |
| ----- | ------------------- | ------------------ | ------ |
| 1     | Volksrepublik China | Gao Min            | 478,26 |
| 2     | Vereinigte Staaten  | Wendy Lucero       | 467,82 |
| 3     | Tschechoslowakei    | Heidemarie Bártová | 449,76 |

### 3-Meter-Brett
| Platz | Land                | Athlet       | Punkte |
| ----- | ------------------- | ------------ | ------ |
| 1     | Volksrepublik China | Gao Min      | 539,01 |
| 2     | Sowjetunion         | Irina Lashko | 524,70 |
| 3     | Deutschland         | Brita Baldus | 503,73 |

### 10-Meter-Plattform
| Platz | Land                | Athlet              | Punkte |
| ----- | ------------------- | ------------------- | ------ |
| 1     | Volksrepublik China | Fu Mingxia          | 426,51 |
| 2     | Sowjetunion         | Yelena Miroshina    | 402,87 |
| 3     | Vereinigte Staaten  | Wendy Lian Williams | 400,23 |

## Wasserball

### Männer
| Platz | Land        |
| ----- | ----------- |
| 1     | Jugoslawien |
| 2     | Spanien     |
| 3     | Ungarn      |

### Frauen
| Platz | Land               |
| ----- | ------------------ |
| 1     | Niederlande        |
| 2     | Kanada             |
| 3     | Vereinigte Staaten |